# Stöðvarfjörður (fjord)
Stöðvarfjörður is een fjord in de republiek IJsland.
Het fjord ligt in de regio Austurland, in het oostelijke deel van het land, 400 km ten oosten van de hoofdstad Reykjavík. Aan het fjord ligt een vissersplaats met dezelfde naam.